# 1998 XE
1998 XE är en asteroid i huvudbältet som upptäcktes den 1 december 1998 av Beijing Schmidt CCD Asteroid Program vid Xinglong-observatoriet.
Asteroiden har en diameter på ungefär 13 kilometer och den tillhör asteroidgruppen Adeona.